# سمیر سلیمی
سمیر سلیمی (انگلیسی: Samir Sellimi؛ زادهٔ ۱۵ ژوئن ۱۹۷۰) بازیکن سابق و مربی فوتبال اهل تونس است.
از باشگاه‌هایی که در آن بازی کرده‌است می‌توان به باشگاه فوتبال آفریقایی اشاره کرد.
وی همچنین در تیم ملی فوتبال تونس بازی کرده‌است.